# Gârda de Sus
Gârda de Sus oder alte Schreibweise Gîrda de Sus [ˈgɨrda de sus]  (ungarisch Felsőgirda) ist eine rumänische Gemeinde im Kreis Alba in der Region Siebenbürgen. Sie besteht aus etwa 15 meist kleinen Siedlungen.

## Lage

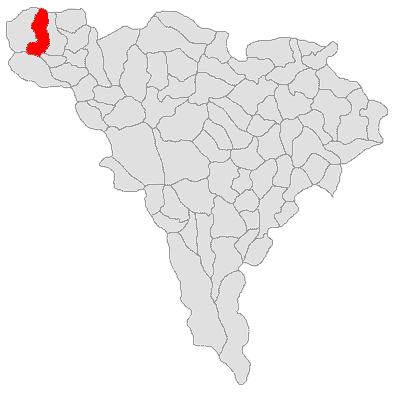
Lage der Gemeinde Gârda de Sus im Kreis Alba

Das Gemeindegebiet von Gârda de Sus erstreckt sich beidseits des Arieșul Mare – eines Quellflusses des Arieș – im Bihor-Gebirge (Munții Bihorului), im Westen Siebenbürgens. Am Drum național 75 gelegen, befindet sich der Ort etwa 112 Kilometer nordöstlich von der Kreishauptstadt Alba Iulia entfernt. Bis zur nächsten größeren Stadt Câmpeni sind es 35 Kilometer. Wenige Kilometer südwestlich des Ortes befindet sich der höchste Gipfel des Bihor- und gleichzeitig des Apuseni-Gebirges, der Cucurbăta Mare (1849 m).

## Geschichte
Der Ort wurde im Jahr 1909 unter dem ungarischen Namen Felsőgirda erstmals urkundlich erwähnt. Die Siedlung besteht jedoch schon seit weit längerer Zeit. Sie war Teil der 1673 erstmals erwähnten Großgemeinde Râul Mare – die die Siedlungen im Tal des Arieșul Mare umfasste –, später zur Gemeinde Scărișoara gehörte und erst 1932 eine eigenständige Gemeinde wurde. Die Gemeinde wurde vor allem durch Forst- und Weidewirtschaft geprägt.

## Bevölkerung
Im Jahr 2002 bezeichneten sich die damals 1865 Einwohner der Gemeinde durchweg als Rumänen. Die Einwohnerzahl nahm in der Zeit nach dem Zweiten Weltkrieg (3809 im Jahr 1956) deutlich ab. Dies war vor allem auf die Entsiedlung der abgelegenen Gebirgsregionen zurückzuführen.
Im Ort Gârda de Sus selbst lebten 2002 361 Personen. Hier war im Gegensatz zur Gesamtgemeinde eine weitgehende Stabilität der Bevölkerungszahl zu verzeichnen.

## Sehenswürdigkeiten
- Die Holzkirche Nașterea Sfântului Ioan Botezătorul, (nach unterschiedlichen Angaben) 1781[6] oder 1792 errichtet und 1863 umgebaut, steht unter Denkmalschutz.[7]
- In der Umgebung der Gemeinde liegen zahlreiche touristische Ausflugsziele des Bihor-Gebirges. Die bedeutendste davon ist die Eishöhle Peștera Scărișoara beim Weiler Ghețari. Ein großer Schacht Avenul din Bătrâna, eine Senkrechthöhle unter dem gleichnamigen Gipfel.[6]
- Die Holzkirche Sfinții Apostoli Petru și Pavel im eingemeindeten Dorf Biharia.

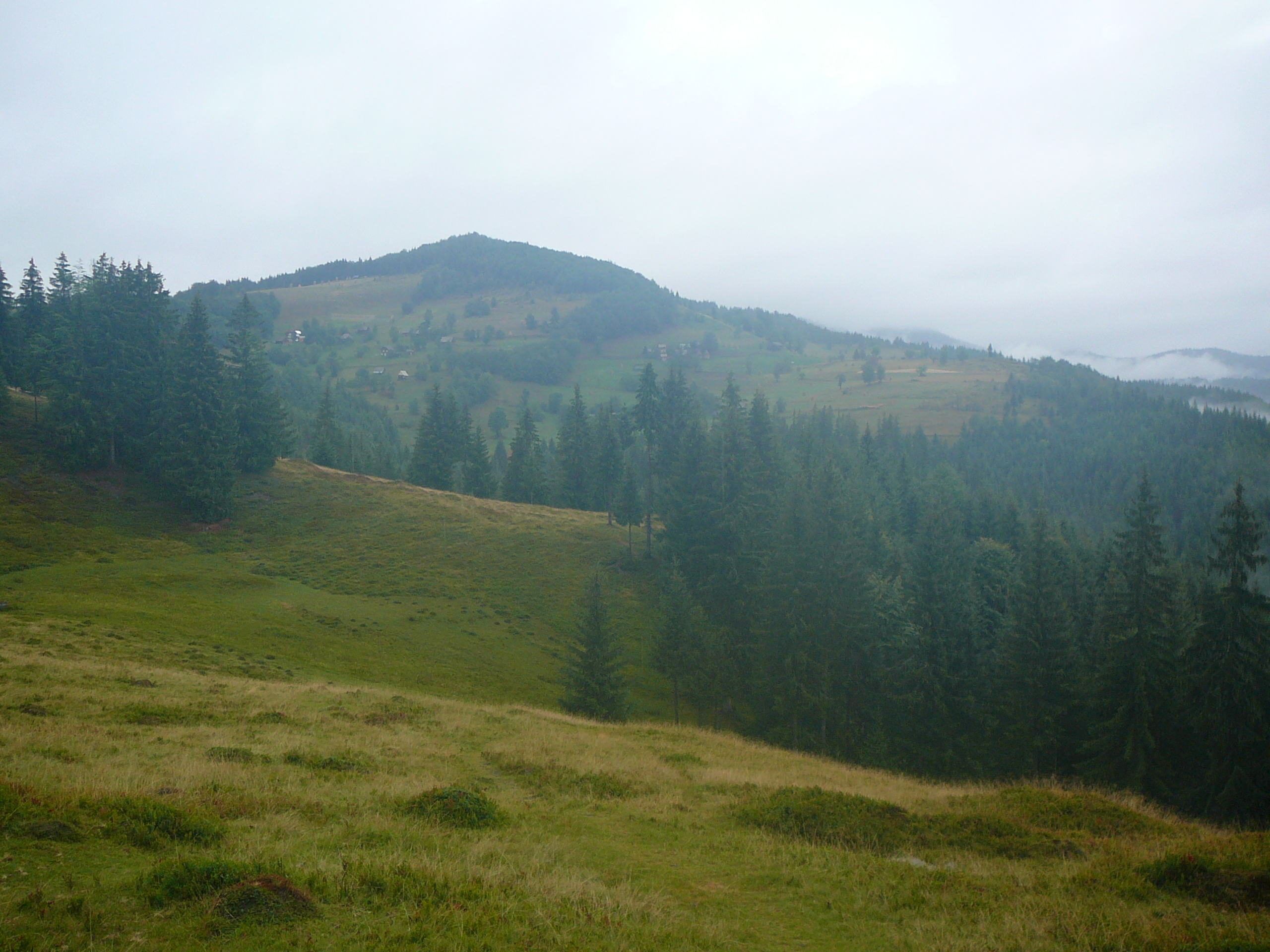
Landschaft bei Gârda de Sus
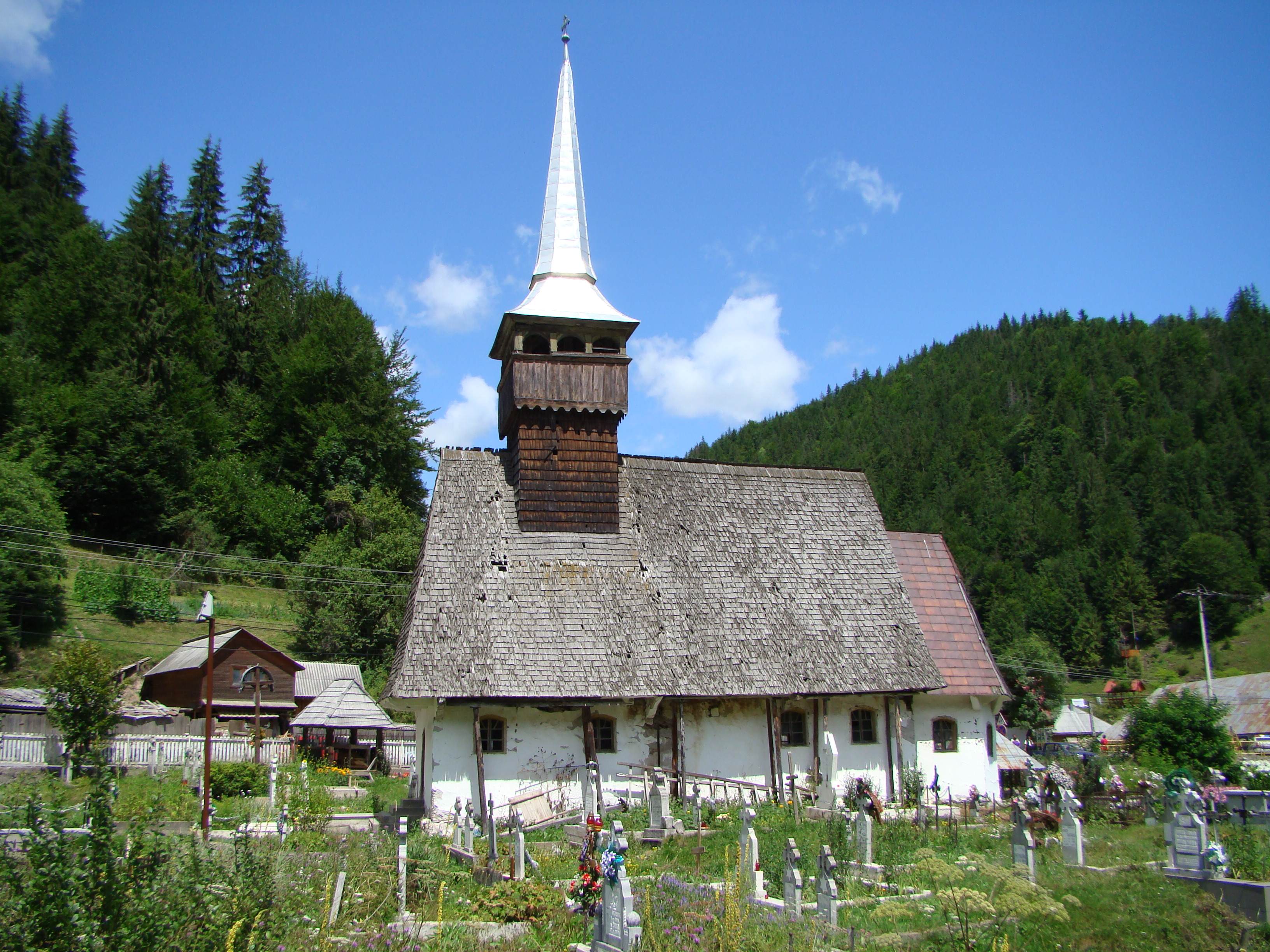
Holzkirche in Gârda de Sus
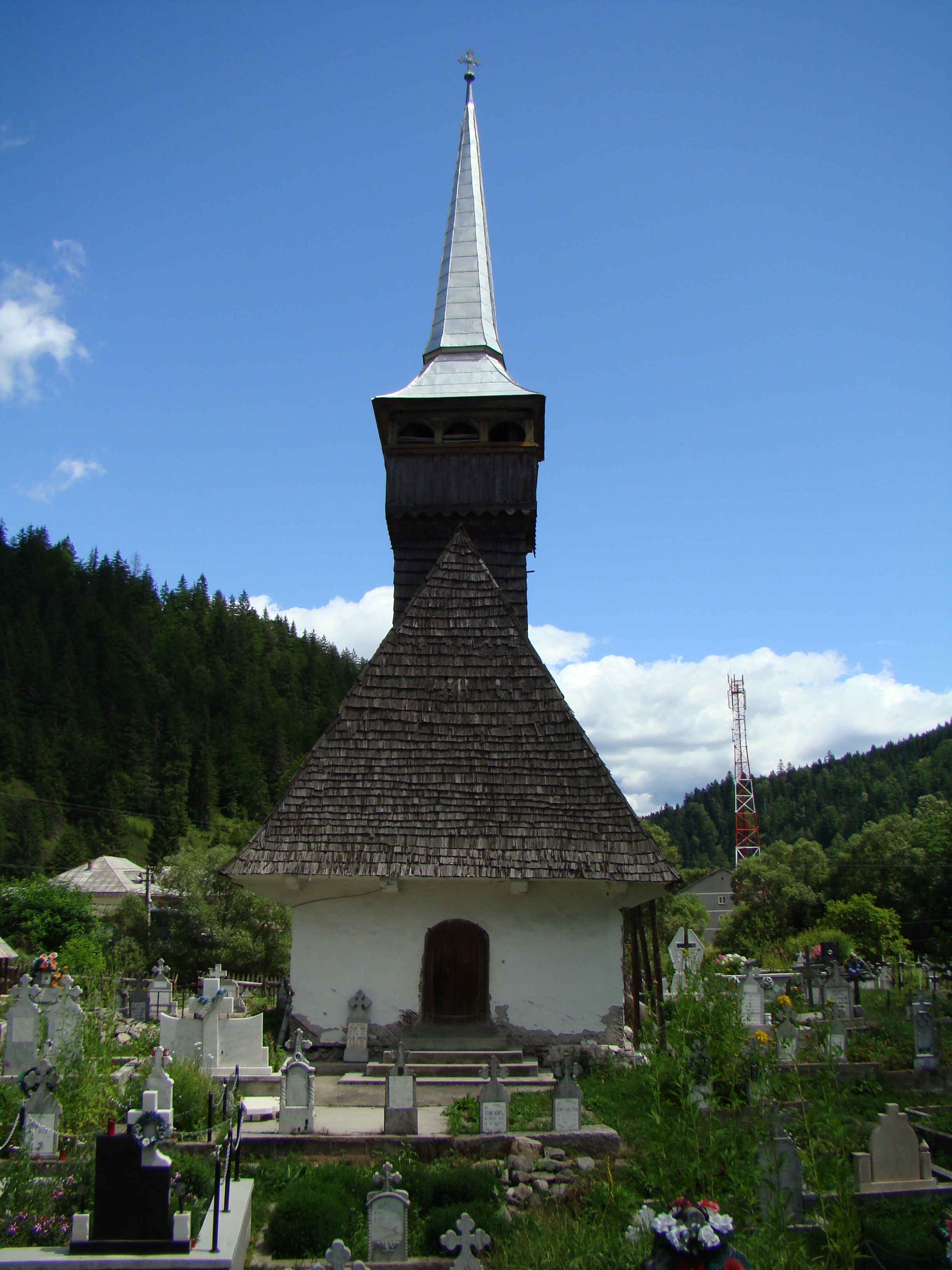
Holzkirche in Gârda de Sus
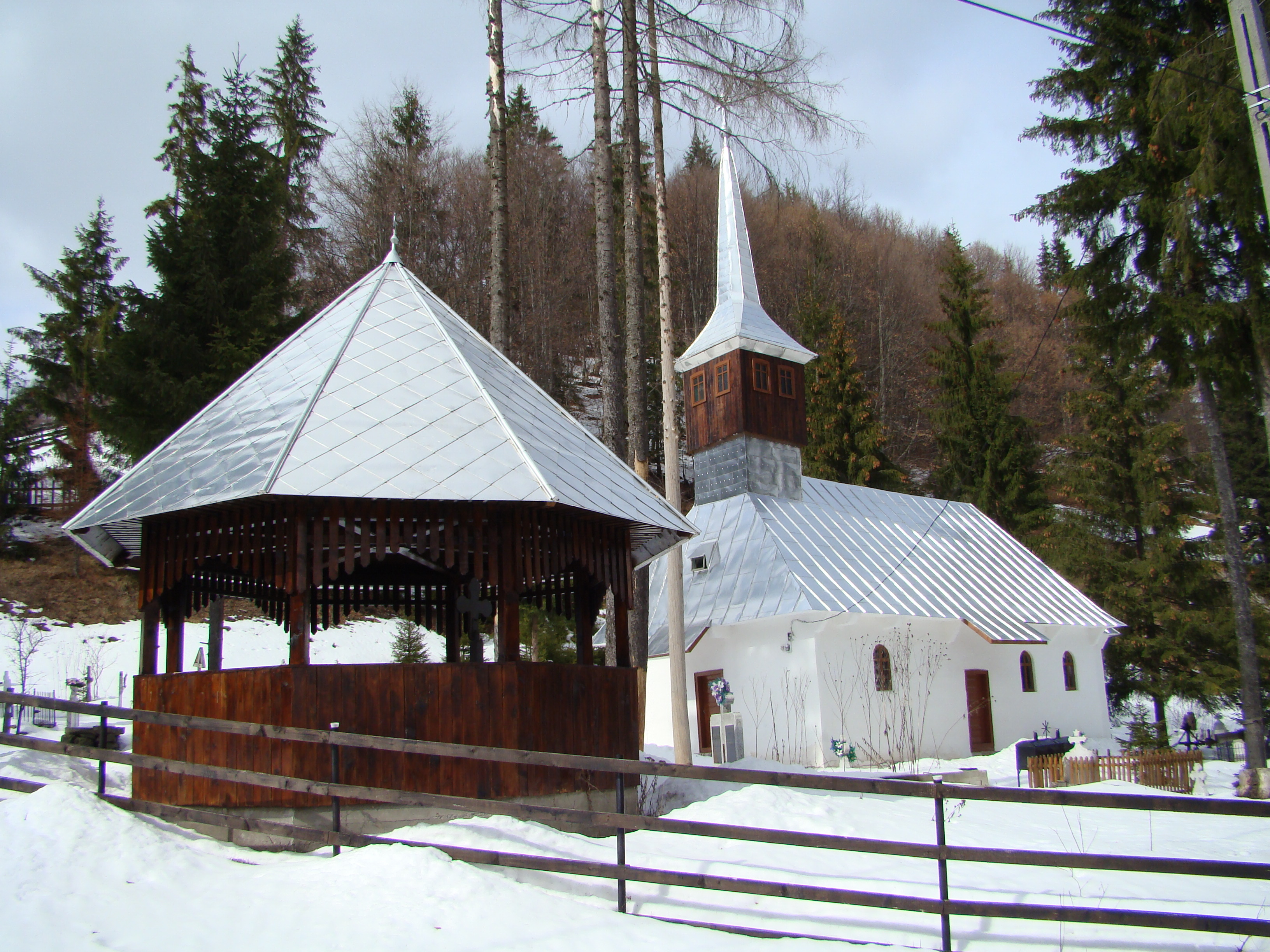
Holzkirche in Biharia
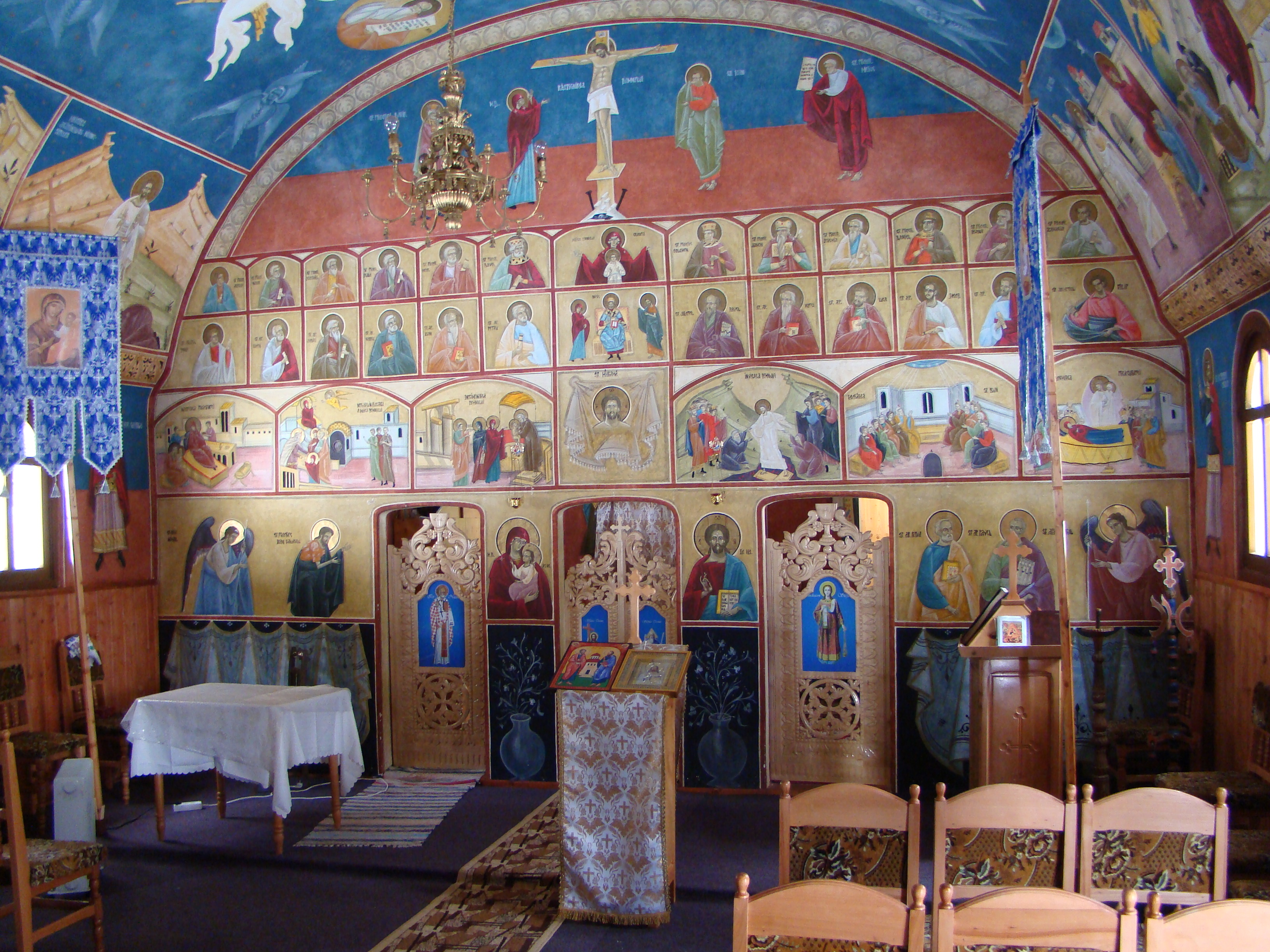
Altar der Holzkirche in Biharia
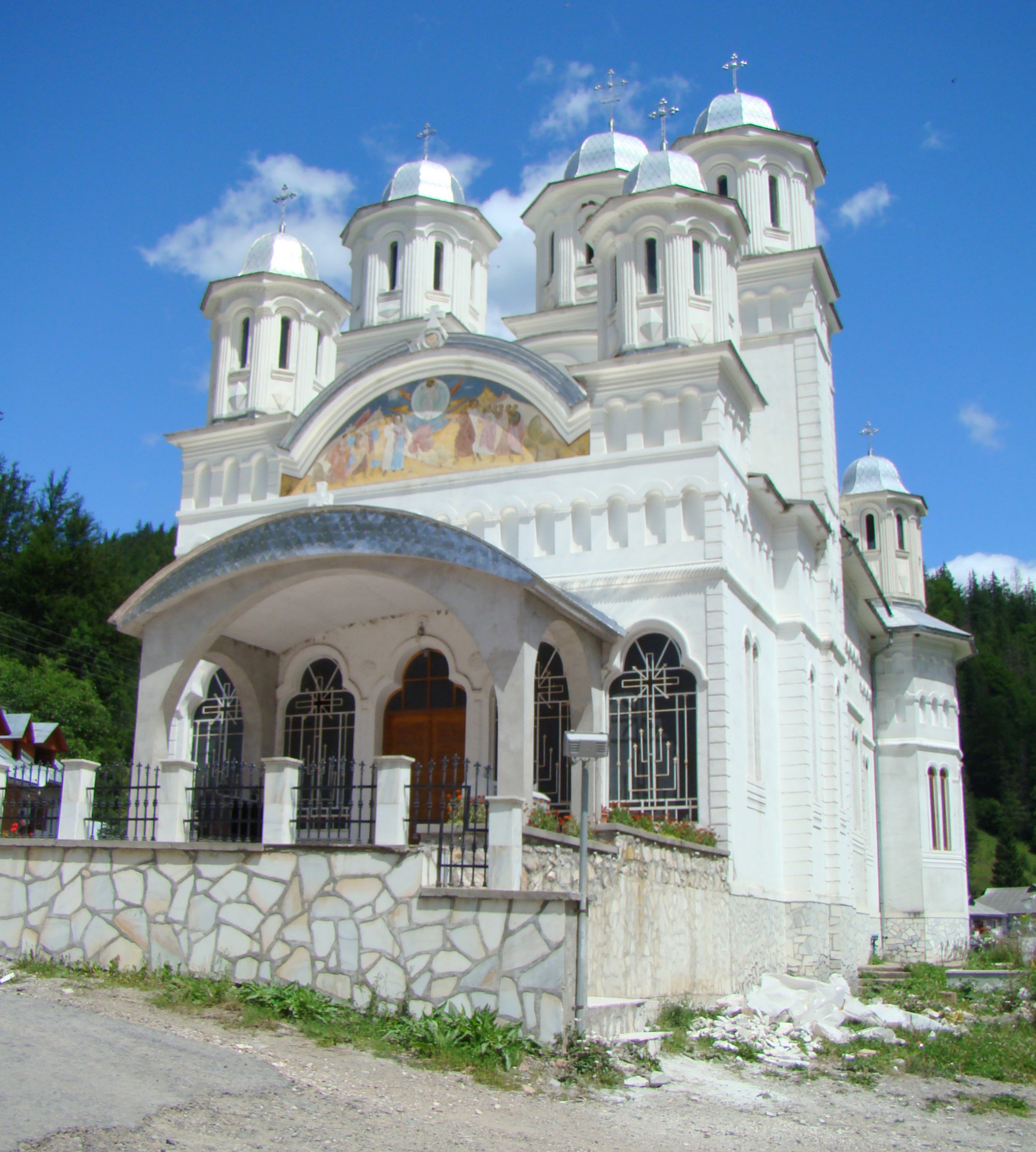
Neue Kirche in Gârda de Sus